# Groundhog Mountain Tower
La Groundhog Mountain Tower est une tour de guet du comté de Patrick, en Virginie, aux États-Unis. Située à 927 mètres d'altitude au sommet de la Groundhog Mountain, dans les montagnes Blue Ridge, elle est protégée au sein de la Blue Ridge Parkway, et donc gérée par le National Park Service. Construite dans les années 1930, cette structure en bois haute d'environ six mètres imite une vieille grange à tabac.